# Delaware Water Gap
Delaware Water Gap é um distrito localizado no estado norte-americano de Pensilvânia, no Condado de Monroe.

## Demografia
Segundo o censo norte-americano de 2000, a sua população era de 744 habitantes.
Em 2006, foi estimada uma população de 820, um aumento de 76 (10.2%).

## Geografia
De acordo com o United States Census Bureau tem uma área de
4,5 km², dos quais 4,5 km² cobertos por terra e 0,0 km² cobertos por água.

## Localidades na vizinhança
O diagrama seguinte representa as localidades num raio de 12 km ao redor de Delaware Water Gap.